# 킹콩 2
《킹콩 2》(King Kong Lives)는 미국에서 제작된 존 길러민 감독의 1986년 모험, SF 영화이다. 브라이언 커윈 등이 주연으로 출연하였고 마사 드 로렌티스 등이 제작에 참여하였다.

## 출연

### 주연
- 브라이언 커윈
- 린다 해밀턴

### 조연
- 존 애쉬튼
- 피터 마이클 고츠
- 프랭크 마라든
- 지미 레이 윅스

## 기타
- 프로듀서 : 루치오 트렌티니
- 미술 : 피터 멀톤
- 특수효과 : 카를로 람발디
- 배역 : 도나 아이삭슨
- 배역 : 존 S. 라이온스